# George Washington Carver

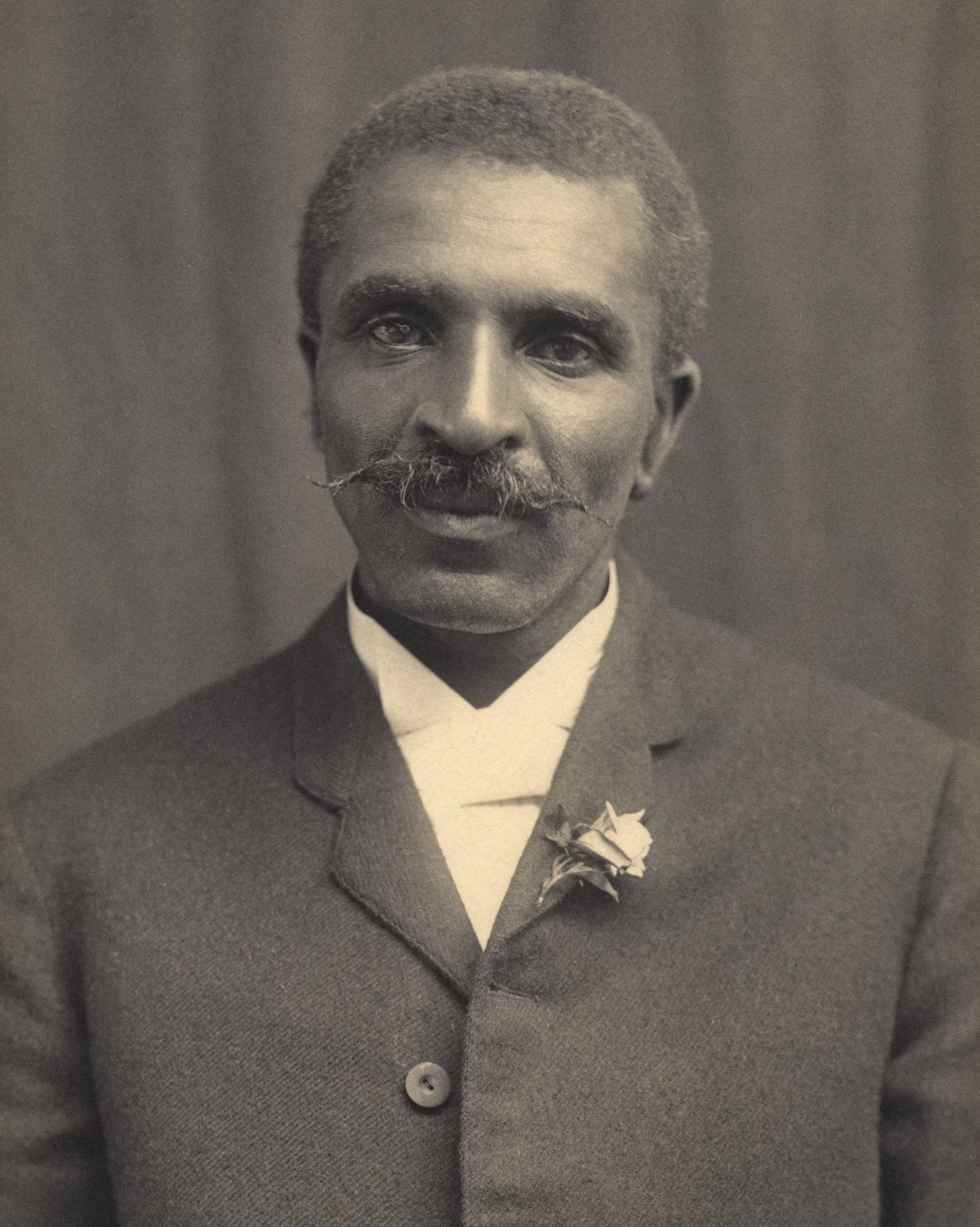
George Washington Carver (um 1910)

George Washington Carver (* um 1864 in Missouri; † 5. Januar 1943 in Tuskegee, Alabama) war ein Botaniker, Chemiker und Erfinder in der Landwirtschaftsforschung in den Südstaaten der USA. Sein offizielles botanisches Autorenkürzel lautet „Carver“.
Selbst als Sklave geboren, absolvierte er später eine akademische Ausbildung und lehrte ehemalige Sklaven Anbautechniken zur Selbstversorgung. Bekannt wurde er wegen seiner Erfindungen und der Entwicklung hunderter von Verwendungszwecken der Erdnuss und anderer Pflanzen, um so die Erträge der Landwirtschaft zu steigern und die Baumwollmonokultur in Alabama zu diversifizieren. 1921 wurde er als erster Afroamerikaner als Experte im Kongress angehört.

## Kindheit
Carver wurde in Missouri in die Sklaverei hineingeboren. Das genaue Geburtsdatum ist aufgrund der ungenauen Aufzeichnungen der Sklavenbesitzer unbekannt, doch gilt als wahrscheinlich, dass er 1864/65 geboren wurde. Sein Besitzer, Moses Carver, war ein deutscher Einwanderer. Er war auch der Besitzer seiner Mutter Mary und seines Bruders. Carvers Vater ist unbekannt, aber Carver selbst glaubte, sein Vater sei von einer benachbarten Farm gewesen und kurz nach seiner Geburt bei einem Unfall gestorben.
Als Kind wurden er und seine Mutter von einer Bande entführt, die hoffte, sie anderswo wieder verkaufen zu können – eine damals übliche Praxis. Moses Carver heuerte John Bentley an, um sie wiederzufinden. Carvers Mutter war bereits verkauft, aber Carver, beinahe gestorben, wurde von Bentley zu Moses zurückgebracht. Dieses Ereignis löste bei Carver eine chronische Bronchitis aus, sodass er von da an stets in einer geschwächten körperlichen Verfassung war. Deshalb war er auch nicht fähig zu arbeiten und verbrachte seine Zeit damit, die Felder zu durchstreifen, angezogen von der Vielfalt wilder Pflanzen. Er eignete sich dabei ein solches Sachwissen an, dass Moses’ Nachbarn ihn „den Pflanzendoktor“ nannten.
Eines Tages wurde er zu einem Nachbarhaus gerufen, um nach einer kranken Pflanze zu sehen. Als er das Problem gelöst hatte, wurde er in die Küche geschickt, um seinen Lohn abzuholen. Als er in die Küche kam, fand er dort niemanden, doch er sah etwas, das sein Leben verändern sollte: Gemälde mit Blumen an allen Wänden des Raumes. Von diesem Zeitpunkt an wusste er, dass er ebenso Künstler sein würde wie Botaniker.
Nachdem die Sklaverei abgeschafft worden war, wurden George und sein Bruder von dem Ehepaar Carver adoptiert. Sie unterstützten George in seinem intellektuellen Streben. Als George zwölf wurde, entschied er, sehr zum Leidwesen der Carvers, sich alleine durchzuschlagen. Er zog weg, und sein erstes Ziel war eine Schule in einer anderen Stadt.
Carver traf eine freundliche Frau, mit der er übereinkam, dass er für das Kochen für die Familie bezahlt würde und so zur Schule gehen konnte. Er wohnte auf der Veranda, bis er genügend Geld hatte, sich eine Hütte zu kaufen. Schließlich war er gezwungen, die Stadt zu verlassen, da ein Schwarzer gelyncht worden war. Er erwarb seinen Schulabschluss an der Minneapolis High School in Kansas.

## Karriere als Pflanzenkundler und Chemiker

George W. Carver in Tuskegee (um 1938)

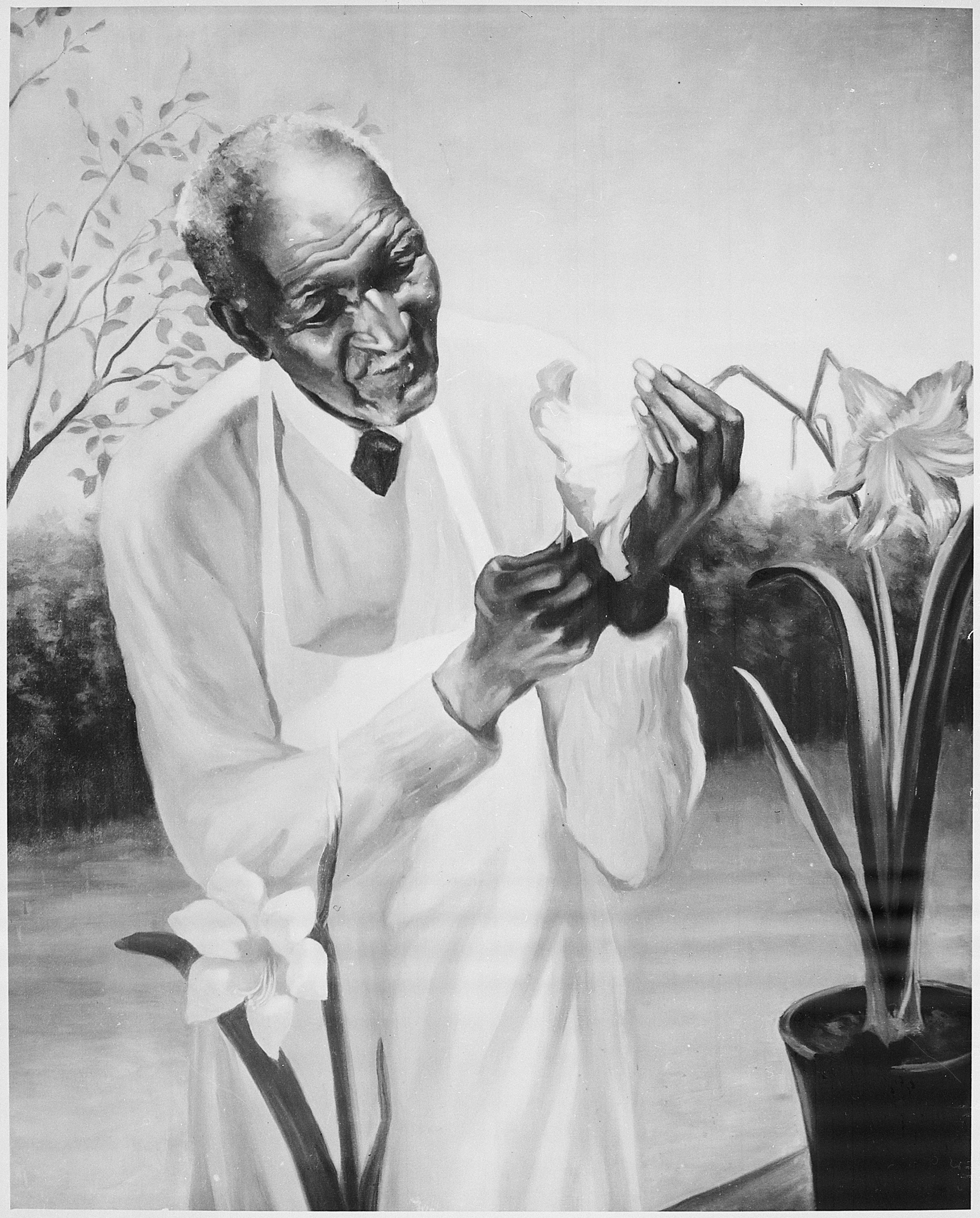
George W. Carver mit einer von ihm gezüchteten Amaryllis: Ölgemälde von Betsy Graves Reyneau

1887 wurde er ins Simpson College in Indianola aufgenommen. Er glänzte in Kunst und Musik. Schließlich erkannte der Direktor des Iowa State College Department für Gärtnerei, der der Vater der Kunstlehrerin Etta Budd war, durch eine Gartenverschönerung Carvers dessen gärtnerisches Talent. Da Etta Budd Schwierigkeiten auf einen schwarzen Künstler zukommen sah, überredete sie ihn zu einer wissenschaftlichen Karriere in der Landwirtschaft, und 1891 wurde er zum ersten Schwarzen, der sich am Iowa State College für Landwirtschaft und Kunsthandwerk (der heutigen Iowa State University) einschrieb.
Um Verwechslungen mit anderen Studenten namens George Carver zu vermeiden, begann er den Namen George Washington Carver zu benutzen. Trotz seiner stillen Entschlossenheit und Zurückhaltung war Carver bald in allen Bereichen des Hochschullebens involviert.
Er war Leiter des YMCA und des Diskussionsklubs, Sporttrainer und Hauptmann, der höchste Studentenrang des Hochschul-Militärregiments. Seine Gedichte wurden in der Studentenzeitung veröffentlicht und zwei seiner Gemälde wurden in der World Columbian Exposition ausgestellt.
Carvers großes Interesse an der Musik und Kunst blieb bestehen, doch es waren seine hervorragenden Fähigkeiten in der Botanik und der Gärtnerei, die die Professoren Joseph Budd und Louis Pammel bewogen, ihn zu ermutigen, auch nach seinem Bachelorabschluss 1894 an der Hochschule zu bleiben. Aufgrund seiner Fertigkeiten in der Pflanzenzüchtung wurde Carver an die Fakultät berufen und wurde so deren erstes afroamerikanisches Mitglied.
Während der nächsten zwei Jahre als Botanik-Assistent entwickelte Carver schnell wissenschaftliche Fähigkeiten in Pflanzenheilkunde und Mykologie. Er veröffentlichte verschiedene Artikel über seine Arbeit und gewann nationale Anerkennung. 1896 legte er seinen Master’s Degree ab.
Anschließend wurde er an das von Booker T. Washington geleitete Tuskegee Institute berufen als Leiter der landwirtschaftlichen Abteilung. Dort blieb er bis zu seinem Tod 1943. 
1916 wurde er als honorary fellow an die Royal Academy of Arts in London berufen, erhielt 1923 die Spingarn Medal der NAACP und 1939 die Theodore Roosevelt Medal. 1921 war er der erste Afroamerikaner, der als Experte vor einem Ausschuss des US-Kongresses gehört wurde.
Carver starb im Jahre 1943 nach langer schwerer Krankheit in Tuskegee. Da er unverheiratet war, vermachte er sein Vermögen von über 60.000 US-Dollar der George Washington Carver Foundation.
1970 wurde der Mondkrater Carver und 1996 der Asteroid (7042) Carver nach ihm benannt.

## Erfindungen
Carver unternahm große Anstrengungen, die Lebensbedingungen kleiner Farmer im Südwesten der USA, insbesondere ehemaliger Sklaven, zu verbessern. Diesen sollten nicht nur moderne Anbaumethoden wie Fruchtfolge und Kunstdünger nahegebracht werden, sondern auch zahlreiche von Carver selbst erdachte Methoden, mit denen sie aus ihren Anbauprodukten selbst nützliche Substanzen wie Bleich- und Reinigungsmittel, Schmierstoffe, Gewürze usw. herstellen konnten, die sie sich sonst nicht leisten konnten. Dazu entwickelte und betrieb er eine Art mobile Schule, den Jesup Wagon, benannt nach dem Sponsor Morris Ketchum Jesup. Damit fuhr er über Land zu den Bauern und erklärte diesen z. B. die Beschaffenheit ihres Bodens oder führte den Anbau von Kartoffeln und Erdnüssen vor. Dieses „learning by doing“ hatte einen Schneeballeffekt, denn so gaben die Kundigen ihr Erlerntes weiter. Carver arbeitete bereits nach dem Smith-Lever Act, der 1914 per Gesetz vorschrieb, dass die in den staatlich geförderten Versuchsstationen und landwirtschaftlichen Hochschulen entwickelten neuen Bearbeitungs- und Bepflanzungsmethoden allen Landwirten nähergebracht werden müssen.
Carver entwickelte eine Methode, die Poliokranken bei der Behandlung ihrer atrophierten Muskeln half. Er rieb die Muskeln mit einem bestimmten Erdnussöl ein, was ihm einen enormen Zulauf an Patienten brachte, die allesamt subjektiv von der Förderlichkeit der Behandlung überzeugt waren. Die Mediziner allerdings ignorierten das Verfahren. Bis heute ist nicht hinreichend dokumentiert, inwieweit die Erfolge auf Placebo-Effekten basierten oder behandlungsspezifisch waren.
Carver gelang es, ein Verfahren zur Erzeugung von Papier aus einer Nadelholzart zu entwickeln, die nur im Süden der USA gedeiht. Als Folge kam es zu Aufforstungen in Gegenden, die bislang öde oder allenfalls mit Buschwerk bedeckt waren.
Carver war bei der Erzeugung von Farbstoffen aus Pflanzen sehr erfolgreich und entwickelte hunderte neuer pflanzlicher Farbstoffe. Allein aus der Rebe Vitis rotundifolia konnte er 49 Farbstoffe erzeugen, mit denen Materialien wie Wolle und Baumwolle gefärbt werden konnten.
Als landwirtschaftlicher Chemiker entdeckte Carver etwa 300 Verwendungen für Erdnüsse und 118 für Süßkartoffeln. Er wird häufig als Erfinder der Erdnussbutter genannt, dies ist jedoch nicht korrekt.
Seine Erkenntnisse waren von enormer Bedeutung, da der Anbau von Erdnüssen eine Alternative zu den vorherrschenden Baumwoll-Monokulturen in Alabama darstellte. Diese waren damals immer stärker durch den Baumwollkapselkäfer befallen, was zur Verarmung ganzer Regionen geführt hatte. Mit der Erdnuss stand eine Pflanze zur Verfügung, die sehr genügsam war, einfach anzubauen, im Boden Stickstoff speicherte und dank Carver auch einen großen Markt hatte.

## George Washington Carver National Monument
Am 14. Juli 1943 wurde das Grundstück in Newton County bei Diamond in Missouri, auf dem George Washington Carver aufgewachsen war, zu einer Gedenkstätte vom Typ eines National Monuments erklärt. Es war das erste National Monument, das überhaupt jemals in den USA für einen Afroamerikaner errichtet wurde, das erste personenbezogene National Monument, das nicht einem Präsidenten gewidmet war, und zeigt die enorme Bedeutung, die Carver zugemessen wurde. Es wird vom National Park Service verwaltet und gehört nach Fläche und Besucherzahl zu den kleinen National Monuments.
Die Gedenkstätte umfasst den rekonstruierten Standort der Hütte von George Washingtons Mutter Mary, das Wohnhaus von Moses Carver und den Familienfriedhof. Ein Besucherzentrum mit kleinem Museum informiert über das Leben von George Washington Carver und die Sklaverei in den Vereinigten Staaten.

## Veröffentlichungen
- LIST OF BULLETINS BY GEORGE WASHINGTON CARVER Tuskegee Institute Press
- How to Grow the Peanut and 105 Ways of Preparing it for Human Consumption. Revised from the original publication of APRIL, 1918. Seventh Edition, January 1940
- How the Farmer Can Save His Sweet Potatoes and Ways of Preparing Them for the Table BULLETIN NO. 38 (Revised and Reprinted) FOURTH EDITION. Tuskegee Institute Press 1937.
- How to Grow the Tomato and 115 Ways to Prepare it for the Table. Revised from the original publication of APRIL, 1918, Tuskegee Institute Press. Second Edition, August 1936

## Rezeption
1938 drehte Pete Smith Specialty Company den Hollywood-Film Life of George Washington Carver.